# Lineare gewöhnliche Differentialgleichung
Lineare gewöhnliche Differentialgleichungen bzw. lineare gewöhnliche Differentialgleichungssysteme sind eine wichtige Klasse von gewöhnlichen Differentialgleichungen.

## Definition
Lineare gewöhnliche Differentialgleichungen sind Differentialgleichungen der Form
{\displaystyle y^{(n)}(x)=\sum _{k=0}^{n-1}a_{k}(x)y^{(k)}(x)+g(x)\,,}
in denen eine unbekannte, auf einem Intervall {\displaystyle I} definierte reell-, komplex- oder vektorwertige Funktion {\displaystyle y} gesucht wird, die die vorgelegte Gleichung erfüllt. Dabei bezeichnet {\displaystyle y^{(k)}} die {\displaystyle k}-te Ableitung der gesuchten Funktion. Ist {\displaystyle g} gleich der Nullfunktion, spricht man von einer homogenen, anderenfalls von einer inhomogenen Gleichung. Die Funktion {\displaystyle g} wird auch Inhomogenität genannt. Sie ist wie auch die Koeffizientenfunktionen {\displaystyle a_{k}} eine stetige, auf ganz {\displaystyle I} definierte Funktion. Im vektorwertigen Fall sind die {\displaystyle a_{k}} quadratische Matrizen und die Gleichung stellt ein lineares Differentialgleichungssystem für die Komponenten {\displaystyle y=(y_{1},\ldots ,y_{m})} der Lösungsfunktion dar. Im wichtigen Spezialfall, dass die {\displaystyle a_{k}} nicht von {\displaystyle x} abhängen, wird die Gleichung eine lineare Differentialgleichung mit konstanten Koeffizienten genannt.
Eine wesentliche Eigenschaft linearer Gleichungen ist das Superpositionsprinzip: Löst {\displaystyle y(x)} die Gleichung mit Inhomogenität {\displaystyle g(x)} und {\displaystyle z(x)} mit Inhomogenität {\displaystyle h(x)}, dann löst die Linearkombination {\displaystyle \alpha y(x)+\beta z(x)} die Gleichung mit Inhomogenität {\displaystyle \alpha g(x)+\beta h(x).} Insbesondere sind im homogenen Fall Summen und Vielfache von Lösungen stets wieder Lösungen. Das liegt daran, dass eine höhere Ableitung {\displaystyle y^{(n)}} in linearer Weise von niederen Ableitungen {\displaystyle y,\ldots ,y^{(n-1)}} abhängt.

## Beispiele

### Differentialgleichungen mit variablen Koeffizienten
- Das lineare Differentialgleichungssystem erster Ordnung aus {\displaystyle m} Gleichungen

{\displaystyle \ y'=A(x)y+g(x)\ ,}
worin {\displaystyle A\colon I\rightarrow \mathbb {R} ^{m\times m}} und {\displaystyle g\colon I\rightarrow \mathbb {R} ^{m}} stetige Funktionen sind. Das zugehörige homogene System lautet
{\displaystyle \ y'=A(x)y\ .}
- Die lineare Differentialgleichung {\displaystyle n}-ter Ordnung

{\displaystyle \sum _{i=0}^{n}a_{i}(x)y^{(i)}=g(x)\ ,}
worin {\displaystyle a_{i},g\colon I\rightarrow \mathbb {R} } stetige Funktionen sind. Die zugehörige homogene Gleichung lautet
{\displaystyle \sum _{i=0}^{n}a_{i}(x)y^{(i)}=0\ .}
Unter letztere Gruppe fallen weiter die folgenden Differentialgleichungen:
- Airysche Differentialgleichung

{\displaystyle \ y''-\lambda xy=0}
- Besselsche Differentialgleichung

{\displaystyle \ x^{2}y''+xy'+(x^{2}-n^{2})y=0,\ n\in \mathbb {R} }.
- Eulersche Differentialgleichung

{\displaystyle \sum _{i=0}^{n}b_{i}(cx+d)^{i}y^{(i)}(x)=0}
- Hermitesche Differentialgleichung

{\displaystyle \ y''-2xy'+2ny=0,\ n\in \mathbb {Z} }
- Hypergeometrische Differentialgleichung

{\displaystyle \ x(x-1)y''+\left((\alpha +\beta +1)x-\gamma \right)y'+\alpha \beta y=0,\ \alpha ,\beta ,\gamma \in \mathbb {R} }
- Laguerresche Differentialgleichung

{\displaystyle x\,y''+(1-x)\,y'+ny=0,\ n\in \mathbb {N} _{0}}.
- Legendresche Differentialgleichung

{\displaystyle \ (1-x^{2})y''-2xy'+n(n+1)y=0}
- Tschebyschowsche Differentialgleichung

{\displaystyle \ (1-x^{2})y''-xy'+n^{2}y=0}
In der klassischen Mechanik ist die unabhängige Variable der Differentialgleichungen häufig die Zeit.
- Die Differentialgleichung des harmonischen Oszillators

{\displaystyle {\ddot {y}}+\omega _{0}^{2}\,y=0}

### Anharmonischer Oszillator
Im nun Folgenden wird die Standardform des anharmonischen Oszillators behandelt:
Für eine lineare Differentialgleichung zweiter Ordnung mit den Koeffizienten 1, 0 und 1 vor den Ableitungsordnungen der unbekannten Funktion gilt generell die nun folgende Lösungsformel:
{\displaystyle {\color {blue}f''(x)+f(x)=g(x)}}
{\displaystyle f(x)(x=0)=a}
{\displaystyle f'(x)(x=0)=b}
{\displaystyle {\color {green}f(x)=a\cos(x)+b\sin(x)-\cos(x)\int _{0}^{1}x\sin(xy)g(xy)\,\mathrm {d} y+\sin(x)\int _{0}^{1}x\cos(xy)g(xy)\,\mathrm {d} y}}
Die Richtigkeit dieser Aussage kann durch Bildung der Ableitungen des Lösungsausdrucks bestätigt werden:
Für die Ableitungen der genannten Integralausdrücke gelten diese beiden Formeln:
{\displaystyle {\frac {\mathrm {d} }{\mathrm {d} x}}\int _{0}^{1}x\cos(xy)g(xy)\,\mathrm {d} y=\cos(x)g(x)}
{\displaystyle {\frac {\mathrm {d} }{\mathrm {d} x}}\int _{0}^{1}x\sin(xy)g(xy)\,\mathrm {d} y=\sin(x)g(x)}
Gegeben ist diese soeben erwähnte Lösung:
{\displaystyle f(x)=a\cos(x)+b\sin(x)-\cos(x)\int _{0}^{1}x\sin(xy)g(xy)\,\mathrm {d} y+\sin(x)\int _{0}^{1}x\cos(xy)g(xy)\,\mathrm {d} y}
Durch Anwenden der Produktregel kommen so die folgenden Ableitungsfunktionen hervor:
{\displaystyle f'(x)=-a\sin(x)+b\cos(x)+{\biggl [}\sin(x)\int _{0}^{1}x\sin(xy)g(xy)\,\mathrm {d} y-\cos(x)\sin(x)g(x){\biggr ]}\,+}
{\displaystyle +{\biggl [}\cos(x)\int _{0}^{1}x\cos(xy)g(xy)\,\mathrm {d} y+\sin(x)\cos(x)g(x){\biggr ]}}
{\displaystyle f'(x)=-a\sin(x)+b\cos(x)+\sin(x)\int _{0}^{1}x\sin(xy)g(xy)\,\mathrm {d} y+\cos(x)\int _{0}^{1}x\cos(xy)g(xy)\,\mathrm {d} y}
{\displaystyle f''(x)=-a\sin(x)+b\cos(x)+{\biggl [}\cos(x)\int _{0}^{1}x\sin(xy)g(xy)\,\mathrm {d} y+\sin(x)^{2}g(x){\biggr ]}\,+}
{\displaystyle +{\biggl [}-\sin(x)\int _{0}^{1}x\cos(xy)g(xy)\,\mathrm {d} y+\cos(x)^{2}g(x){\biggr ]}}
{\displaystyle f''(x)=-a\cos(x)-b\sin(x)+\cos(x)\int _{0}^{1}x\sin(xy)g(xy)\,\mathrm {d} y-\sin(x)\int _{0}^{1}x\cos(xy)g(xy)\,\mathrm {d} y+g(x)}
Somit wird die genannte Bedingung aus der Differentialgleichung in der Tat erfüllt:
{\displaystyle f''(x)+f(x)=g(x)}

### Rechenbeispiel für den anharmonischen Oszillator
Aus dem Fundamentalsatz der Analysis resultieren diese beiden Ableitungen. Die gezeigten Integrale selbst verlaufen durch den Koordinatenursprung. Deswegen verläuft f(x) nach dem genannten Ausdruck durch den Punkt P(0|a) mit der Steigung b. Beispielsweise wird die nun folgende Differentialgleichung so gelöst:
{\displaystyle {\color {blue}f''(x)+f(x)=\sinh(x)}}
{\displaystyle f(x)(x=0)=1}
{\displaystyle f'(x)(x=0)=0}
Das ist für diese Differentialgleichung die Lösung:
{\displaystyle {\color {green}f(x)=\cos(x)-\cos(x)\int _{0}^{1}x\sin(xy)\sinh(xy)\,\mathrm {d} y+\sin(x)\int _{0}^{1}x\cos(xy)\sinh(xy)\,\mathrm {d} y}}
{\displaystyle {\underline {f(x)=\cos(x)-{\tfrac {1}{2}}\sin(x)+{\tfrac {1}{2}}\sinh(x)}}}

## Globale Existenz und Eindeutigkeit
Seien {\displaystyle x_{0}\in I} und {\displaystyle y_{0},\dotsc ,y_{n-1}\in \mathbb {R} ^{m}} beliebig. Dann besitzt das Anfangswertproblem eines linearen Differentialgleichungssystems
{\displaystyle \left\{{\begin{array}{l}y^{(n)}(x)=\sum _{k=0}^{n-1}a_{k}y^{(k)}(x)+g(x)\ ,\\\ y^{(i)}(x_{0})=y_{i}\ ,\ i=0,\dotsc ,n-1\\\end{array}}\right.}
gemäß der globalen Version des Satzes von Picard-Lindelöf genau eine globale Lösung {\displaystyle y\colon I\rightarrow \mathbb {R} ^{m}}.

## Lösungsstruktur

### Homogene Probleme
Jede Linearkombination von Lösungen eines homogenen Problems ist wieder eine Lösung – dies wird als Superpositionsprinzip bezeichnet. Somit ist die Menge aller Lösungen ein Vektorraum. Bei einer linearen homogenen Differentialgleichung {\displaystyle n}-ter Ordnung und einem linearen homogenen Differentialgleichungssystem erster Ordnung von {\displaystyle n} Gleichungen ist er {\displaystyle n}-dimensional. Jede Basis des Lösungsraums heißt ein Fundamentalsystem.

### Inhomogene Probleme
Die Kenntnis von Fundamentalsystem und einer speziellen Lösung {\displaystyle y_{sp}\,} reicht aus, um die Gesamtheit der Lösungen des inhomogenen Problems zu bestimmen. Es ist nämlich
{\displaystyle \{y=y_{h}+y_{sp}\ |\ y_{h}\ \mathrm {L{\ddot {o}}sung\ des\ homogenen\ Problems} \}}
die Menge aller Lösungen des inhomogenen Problems.

### Spezielle Verfahren zum Auffinden einer partikulären Lösung
Hat man bereits ein Fundamentalsystem des zugehörigen homogenen Problems bestimmt, so kann man eine spezielle Lösung {\displaystyle y_{sp}} des inhomogenen Problems durch die Methode der Variation der Konstanten oder das dort beschriebene Grundlösungsverfahren konstruieren. Wenn die Inhomogenität eine besondere Struktur ausweist, kann man gelegentlich mit dem Exponentialansatz schneller zu einer partikulären Lösung gelangen.
Falls man kein Fundamentalsystem konstruiert hat, funktioniert gelegentlich ein Potenzreihenansatz.
Eine weitere Möglichkeit bietet die Laplace-Transformation.
Die Laplace-Transformation eignet sich aufgrund ihres Differentiationssatzes unter anderem dazu, Anfangswertprobleme zu linearen Differentialgleichungen mit konstanten Koeffizienten zu lösen. Vorausgesetzt, man kennt die Laplace-Transformierte der Inhomogenität, erhält man aus dem Differentiationssatz die Laplace-Transformierte der Lösung. Unter Umständen kennt man dann die Inverse davon, so dass man die (untransformierte) Lösung zurückgewinnen kann.
Im Spezialfall eines Differentialgleichungssystems erster Ordnung mit konstanten Koeffizienten kann man die allgemeine Lösung unter Zuhilfenahme der Matrixexponentialfunktion bestimmen, sofern man die jordansche Normalform der Koeffizientenmatrix herstellen kann.

## Periodische Systeme
Seien {\displaystyle A\colon \mathbb {R} \rightarrow \mathbb {R} ^{m\times m}} die stetige matrixwertige Abbildung und {\displaystyle b\colon \mathbb {R} \rightarrow \mathbb {R} ^{m}} die Inhomogenität des Systems
{\displaystyle y'=A(x)y+b(x)\,.}
Die beiden Abbildungen {\displaystyle A} und {\displaystyle b} seien außerdem periodisch mit der Periode {\displaystyle \omega \in \mathbb {R} }, das heißt, es gilt {\displaystyle A(x+\omega )=A(x)} und {\displaystyle b(x+\omega )=b(x)}. Zwar kann man im Allgemeinen kein Fundamentalsystem des zugehörigen homogenen Problems explizit konstruieren – jedoch kennt man deren Struktur aufgrund des Satzes von Floquet.
Es stellt sich bei periodischen Systemen die Frage nach der Existenz von periodischen Lösungen mit der gleichen Periode {\displaystyle \omega }. Zunächst ist man am Lösungsraum
{\displaystyle L_{\omega }:=\{y\in C^{1}(\mathbb {R} ;\mathbb {R} ^{m})\ |\ y'(x)=A(x)y(x)\ {\textrm {und}}\ y\ \omega {\textrm {-periodisch}}\}}
der {\displaystyle \omega }-periodischen Lösungen des zugehörigen homogenen Problems interessiert.
Sei {\displaystyle \Phi } eine Fundamentalmatrix des homogenen Problems {\displaystyle y'=A(x)y}. Dann heißen die Eigenwerte von {\displaystyle \Phi (\omega )\Phi (0)^{-1}} Floquet-Multiplikatoren beziehungsweise charakteristische Multiplikatoren von {\displaystyle y'=A(x)y} und sind unabhängig von der Wahl der Fundamentalmatrix. Es gilt: Das homogene System {\displaystyle y'=A(x)y} besitzt genau dann eine nichttriviale {\displaystyle \omega }-periodische Lösung, wenn 1 ein Floquet-Multiplikator von {\displaystyle y'=A(x)y} ist.
Für das inhomogene Problem betrachtet man den Raum der {\displaystyle \omega }-periodischen Lösungen vom adjungierten Problem {\displaystyle y'=-A(x)^{T}y}
{\displaystyle L_{\omega }^{\star }:=\{y\in C^{1}(\mathbb {R} ;\mathbb {R} ^{m})\ |\ y'(x)=-A(x)^{T}y(x)\ {\textrm {und}}\ y\ \omega {\textrm {-periodisch}}\}\ .}
Dann besitzt das inhomogene Problem {\displaystyle y'=A(x)y+b(x)} genau dann eine {\displaystyle \omega }-periodische Lösung, wenn
{\displaystyle \int _{0}^{\omega }\langle y(s),b(s)\rangle {\rm {d}}s=0}
für alle {\displaystyle y\in L_{\omega }^{\star }} gilt.
Man zeigt {\displaystyle \dim L_{\omega }=\dim L_{\omega }^{\star }}. Also besitzt {\displaystyle y'=A(x)y+b(x)} für jede Inhomogenität {\displaystyle b} eine {\displaystyle \omega }-periodische Lösung, falls 1 kein Floquet-Multiplikator von {\displaystyle y'=A(x)y} ist.